# Českofalcká mohylová kultura
Českofalcká mohylová kultura byla kultura ve střední době bronzové, kterou archeologové nacházejí v Bavorsku, konkrétně v Horní Falci (zejména území kolem Řezna) a v jihozápadních Čechách, především na Plzeňsku a v jihočeském Povltaví. Zajímavostí je, že české a bavorské nálezy jsou si velmi blízké, jako kdyby pohoří Šumava nefungovalo jako přirozený předěl. Kultura působila zhruba v letech 1700–1300 př. n. l. Jako většina kultur té doby pracovala již s bronzem, bronzové předměty byly nalezeny v hrobech, zejména sekery, dýky, jehlice, terčovité závěsky s trnem a náramky zdobené rytím. Klíčovými lokalitami archeologických nálezů na Plzeňsku jsou: Meclov-Březí, Horní Metelsko, Podražnice, Vrhaveč, Plzeň-Jíkalka, Plzeň-Nová Hospoda, Plzeň-Červený Hrádek, Dýšina, Ejpovice, Milínov, Šťáhlavy, Žákava a Tajanov. V Povltaví je to Křtěnov, Albrechtice nad Vltavou, Řepeč, Sepekov a Plav.